# Domenico Svampa
Domenico Svampa (ur. 13 czerwca 1851 w Montegranaro, zm. 10 sierpnia 1907 w Bolonii) – włoski duchowny katolicki, biskup Forlì i arcybiskup Bolonii, kardynał.

## Życiorys
Studiował w seminarium w Fermo, 4 kwietnia 1874 w Rzymie przyjął święcenia kapłańskie. W sierpniu 1879 obronił doktorat teologii i obojga praw na rzymskim Uniwersytecie Św. Tomasza z Akwinu. Był profesorem teologii i prawa kanonicznego w seminarium w Fermo oraz kanonikiem honorowym miejscowej kapituły; później wykładał na Papieskiej Akademii Św. Apolinarego w Rzymie. Otrzymał tytuł nadzwyczajnego tajnego szambelana papieskiego.
23 maja 1887 został mianowany biskupem Forli, sakrę biskupią przyjął 29 czerwca 1887 w Rzymie z rąk kardynała Giovanniego Simeoniego. W maju 1894 papież Leon XIII wyniósł go do godności kardynalskiej, jednocześnie promując na stolicę arcybiskupią Bolonia. Był kardynałem prezbiterem S. Onofrio. Uczestniczył w konklawe 1903 po śmierci Leona XIII.
Pochowany na cmentarzu kartuzjańskim w Bolonii; w 1912 zwłoki przeniesiono do założonego przez niego kościoła salezjańskiego Najświętszego Serca Jezusowego w Bolonii.

## Źródła
- sylwetka w słowniku biograficznym kardynałów Salvadora Mirandy